# Vincenc Strouhal
Vincenc Strouhal, psán také Čeněk Strouhal, (10. dubna 1850 Seč (okres Chrudim) – 23. ledna 1922 Praha) byl český experimentální fyzik, profesor a v roce 1903–1904 rektor Univerzity Karlovy. Nazývá se po něm bezrozměrné Strouhalovo číslo, jež určuje frekvenci oscilací vznikajících při obtékání tělesa tekutinou (např. telefonních drátů ve větru nebo lopatek turbíny).

## Život
Narodil se jako třetí syn chalupníkovi Jakubu Strouhalovi a jeho manželce Františce. Nejprve tři roky navštěvoval obecnou školu v Seči, od svých devíti let hlavní školu v Chrudimi. Ve svých 11 let začal navštěvovat gymnázium v Hradci Králové a po maturitě v 1869 vystudoval filozofickou fakultu Karlo-Ferdinandovy univerzity v Praze. Mezi jeho učitele matematiky a fyziky patřili Heinrich Durège, Wilhelm Matzka, Ernst Mach i František Josef Studnička. Během studií se stal členem Jednoty českých matematiků a fyziků a jako student prvního ročníku přednesl 23. ledna 1870 svou první přednášku „O vzájemném vztahu stran a úhlopříček pravoúhelníka s provedením analytickým“ na pravidelné týdenní schůzce Jednoty. Mezi lety 1871–1875 zastával ve výboru Jednoty funkci účetního. Od roku 1872 dělal tři roky asistenta prof. Karlu Hornsteinovi na pražské hvězdárně v Klementinu, na které se spřátelil s adjunktem hvězdárny Augustem Seydlerem. Dne 10. srpna 1886 se v kostele svatého Jiljí na Starém Městě pražském oženil s Eugenií (Jenny) Ratzenbeck, se kterou měl 4 děti. Mezi jeho blízké přátele patřil i Tomáš Garrigue Masaryk, se kterým se seznámil během studií v Praze, a později vedli mezi sebou korespondenci. Vychoval velkou řadu českých fyziků například Otakara Šulce, Štěpána Doubravu, Františka Fabingra, Bohumila Kučeru, Františka Závišku. Někteří z nich se později stali jeho asistenty. Urna s jeho popelem byla převezena do rodné Seče.

## Vědecká činnost

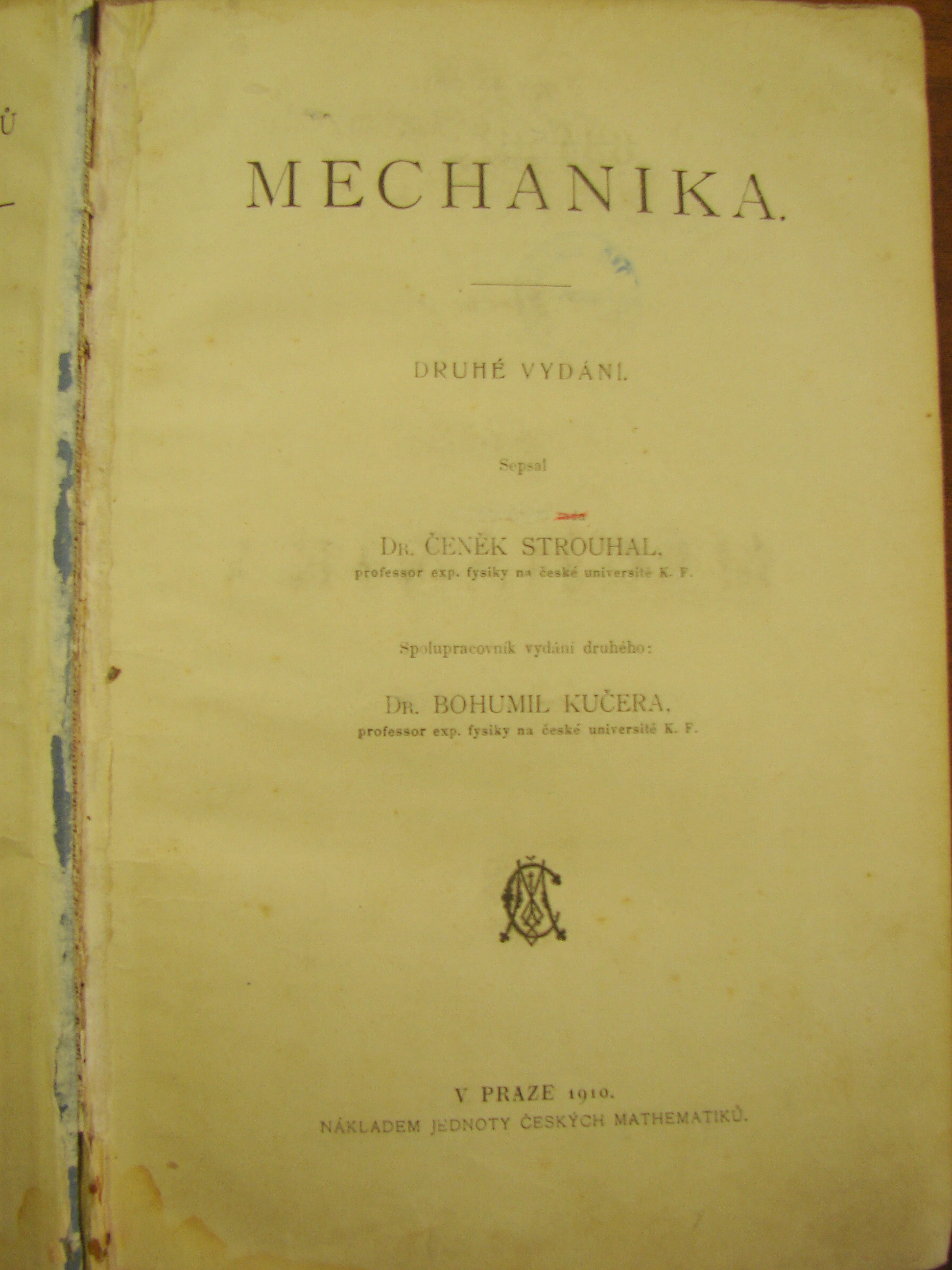
Hlavní strana jeho díla Mechanika

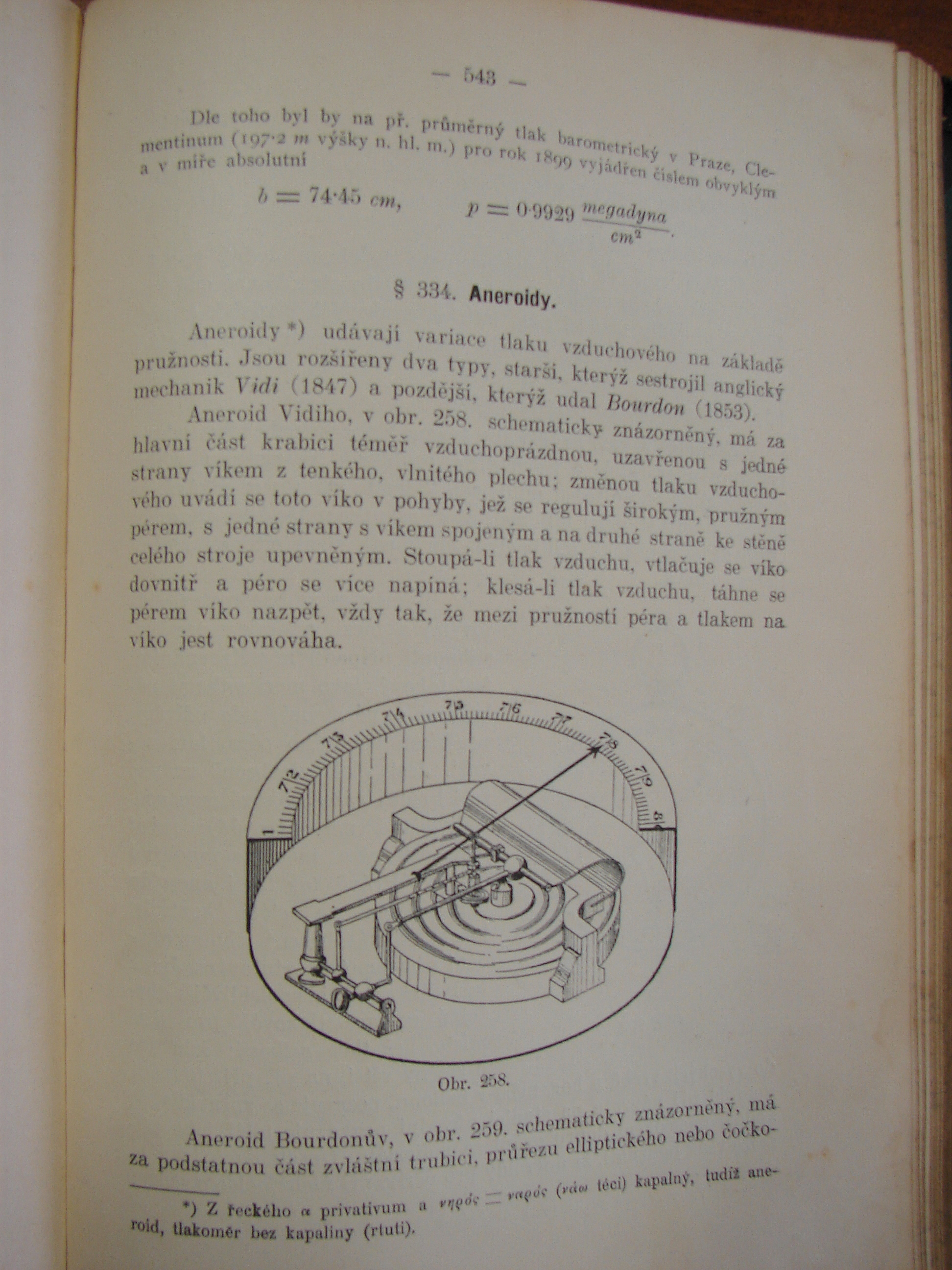
Schematické znázornění aneroidu v jeho knize Mechanika

Od konce října roku 1875 se stal asistentem na univerzitě ve Würzburgu u prof. Friedricha Kohlrauscha. O rok později úspěšně obhájil svoji disertační práci a získal titul doktora filozofie na Karlo-Ferdinandově univerzitě v Praze. Na univerzitě ve Würzburgu, kde strávil šest let, se roku 1878 habilitoval prací Eine besondere Art der Tonerregung a seznámil se s praktickou výukou fyziky a s vědci R. Hodgkinsonem a Charlesem Barusem, se kterým spolupracoval na pokusech o termoelektrických a magnetických vlastnostech oceli a jejich časové závislosti. Tyto pokusy měly kromě teoretického významu i praktické využití, např. pro výrobu trvalých magnetů a byly publikovány v díle „The electrical and magnetic properties of the iron-carburets“ (Washington 1885), v českém překladu Ocel a její vlastnosti galvanické a magnetické; vyšla vlastním nákladem až o sedm let později. Ve své habilitační práci dosáhl původních výsledků ve fyzikální problematice třecích tónů. Pro výšku třecího tónu odvodil i fyzikální vzorec, přičemž použil konstantu, která byla po něm pojmenována Strouhalovo číslo a označena {\displaystyle Sr}.
Roku 1880 odmítl nabídku stát se místoředitelem fyzikální observatoře v Pavlovsku u Petrohradu. V roce 1882 přijal místo profesora fyziky na geologickém ústavu v New Yorku, avšak nakonec je také odmítl, protože byl jmenován řádným profesorem experimentální fyziky české c.k. Karlo-Ferdinandovy univerzity s platem 2000 zlatých. Na univerzitě aplikoval své zkušenosti z Würzburgu, své vynikající schopnosti přednášet a obohacovat výuku řadou experimentů, navíc se staral o administrativní záležitosti při výstavbě moderně vybaveného fyzikálního ústavu (dnes budova MFF UK). Zabýval se také vážením, Röntgenovým zářením, měřením teplot, Lissajousovými obrazci atd. Vrcholem jeho činnosti byla řada učebnic experimentální fyziky: Mechanika (1901), Akustika (1902), Thermika (1908) a Optika (1919); některé z nich vycházely i později v různých zpracováních.
V Časopise pro pěstování matematiky a fyziky zřídil rubriku nazvanou Mozaika. Rubrika, ve které se V. Strouhal snažil svými články nadchnout středoškoláky pro studium přírodních věd, vycházela mezi lety 1906–1912. Zabýval se v nich například přirozenou radioaktivitou, elektrotechnikou a jejím využitím v praktickém životě, komentováním sporu o dobytí severního pólu, ale i ekologií atd.

## Funkce

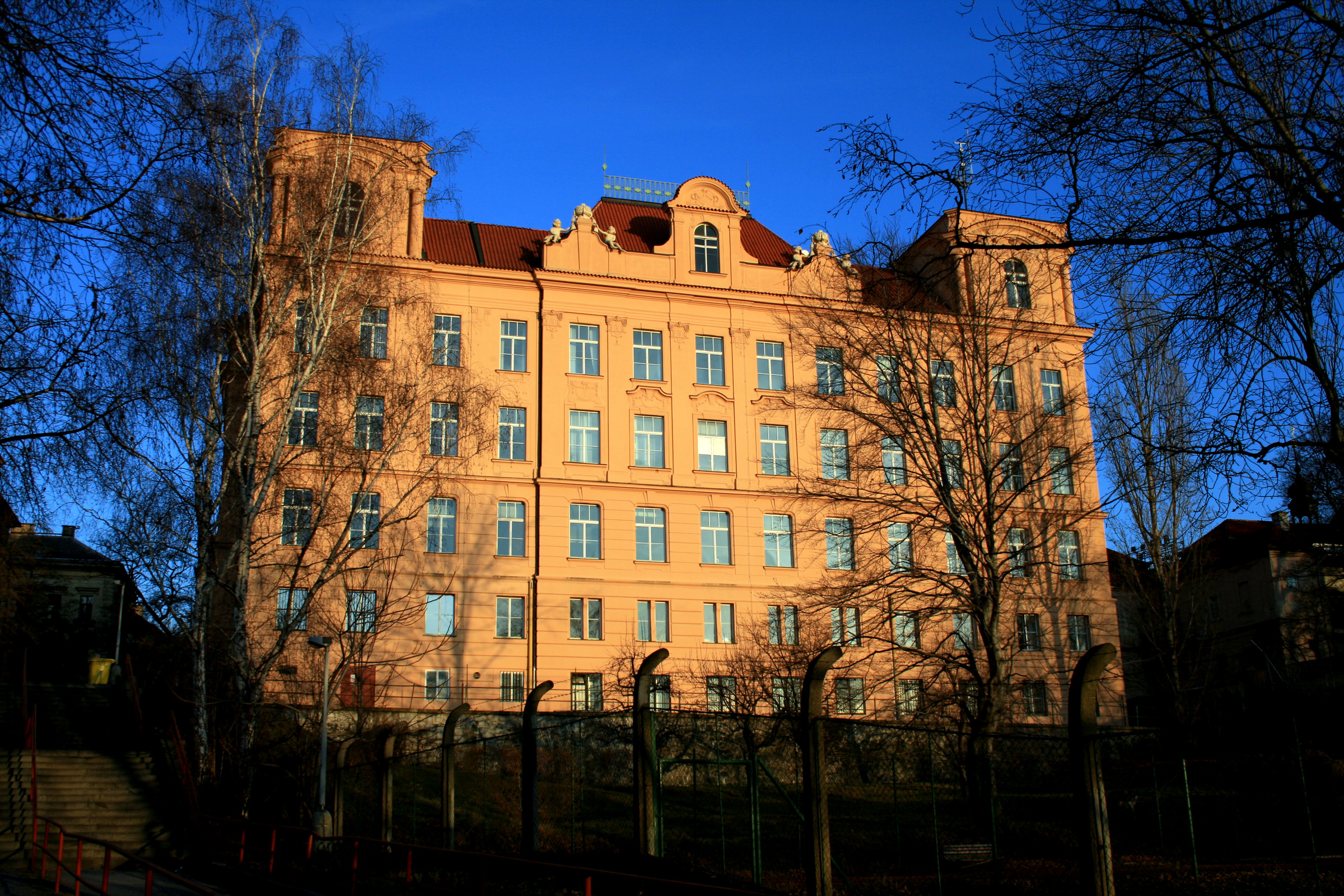
Budova fyziky Matematicko-fyzikální fakulty Karlovy univerzity

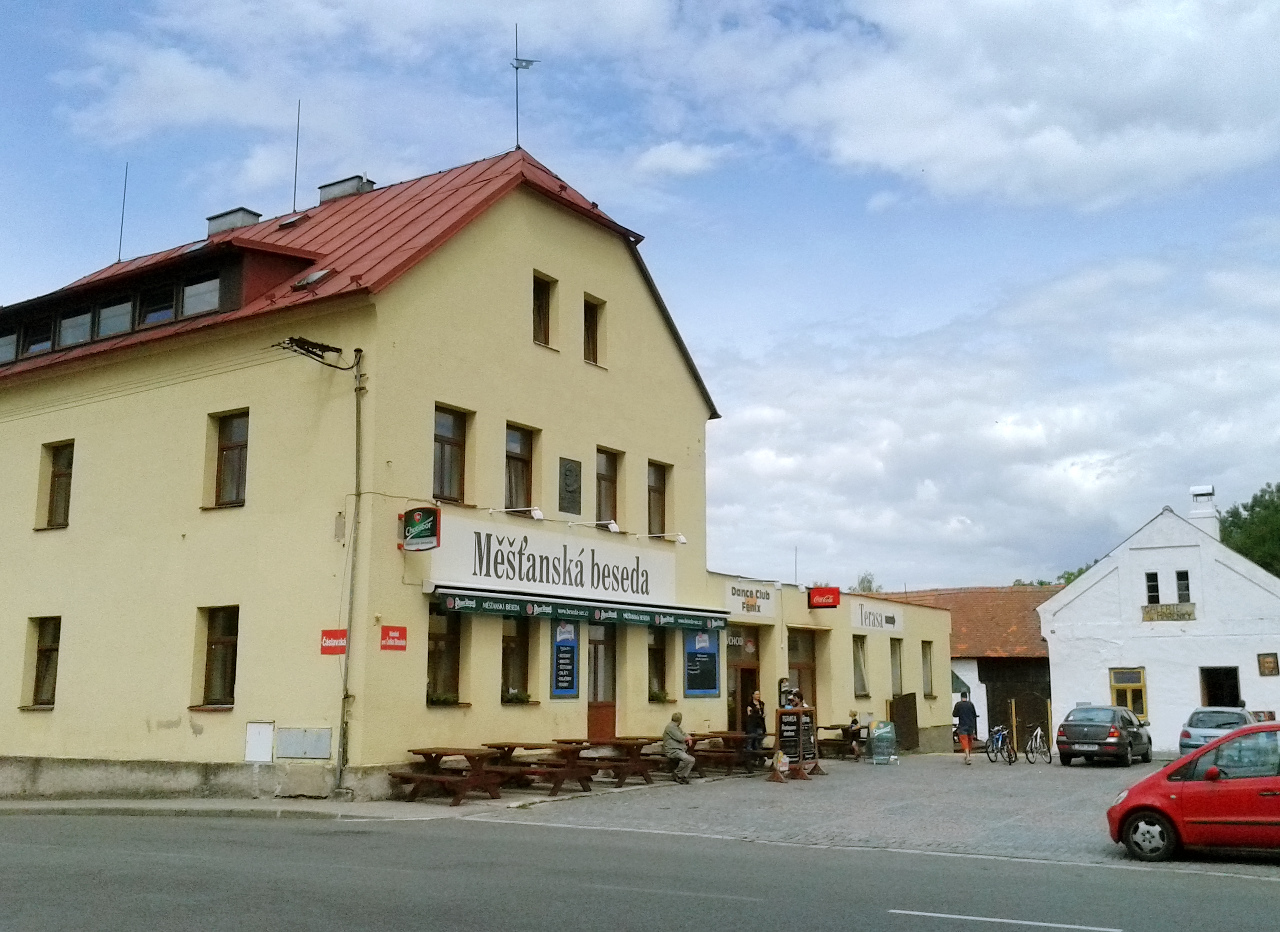
Rodný dům prof. Č. Strouhala v Seči na náměstí

Zastával řadu funkcí. Po svém návratu na českou univerzitu v Praze se vrátil k aktivní činnosti v Jednotě českých matematiků a v březnu 1892 se stal opět členem jejího výboru s funkcí prvního knihovníka. 5. prosince 1900 jej výbor zvolil předsedou Jednoty. Ve studijním roce 1888–89 byl zvolen děkanem filozofické fakulty, v roce 1889–90 zastával funkci jejího proděkana. Od roku 1891 byl členem akademického senátu, v letech 1903–04 se stal rektorem, v letech 1904–05 prorektorem české Karlo-Ferdinandovy univerzity. Strouhal působil dlouhodobě také v Zemské školní radě, v roce 1890 byl jmenován ředitelem zkušební komise pro učitele gymnázií a reálek, od roku 1900 i zkušebních komisí pro učitele vyšších obchodních škol a lyceí. Počet kandidátů učitelství tehdy s rozvojem českého školství neustále vzrůstal a nakonec se přiblížil tisíci ročně. K tomu přistupovala složitá administrativa komisí, kterou Strouhal se svou příslovečnou pečlivostí vedl. Od roku 1892 byl navíc jmenován členem cejchovní komise ve Vídni, kam často zajížděl i v souvislosti se svým pětadvacet let trvajícím úsilím o získání finančních prostředků k vybudování nového, definitivního a důstojného stánku české experimentální fyziky. Zasloužil se o vybudování dnešních budov Matematicko-fyzikální fakulty Univerzity Karlovy v ulici ke Karlovu.

## Ocenění
- mimořádný a později řádný člen České akademie pro vědy, slovesnost a umění,
- řádný člen a pokladník Královské české společnosti nauk,
- zahraniční člen Chemické a lékařsko-přírodovědecké společnosti ve Würzburgu a Společnosti fyzikální v Berlíně,
- člen správního výboru Muzea království českého,
- čestné členství v Jednotě českých matematiků od 6. prosince 1899,
- předseda Jednoty dne 5. prosince 1900, dne 27. listopadu 1908 protektor Jednoty,
- čestný člen Klubu přírodovědců, Spolku českých mediků a České lékárenské společnost v Praze,
- řád železné koruny III. třídy 30. listopadu 1898,
- dvorní rada 31. ledna 1900.

## Strouhalovské přednášky
Od roku 1998 se na Matematicko-fyzikální fakultě Univerzity Karlovy konají tzv. Strouhalovské přednášky.